# Bromölla (comuna)
Bromölla (em sueco: Bromöllas kommun) é uma comuna da Suécia localizada no condado de Escânia. Sua capital é a cidade de Bromölla. Tem 162 quilômetros quadrados e pelo censo de 2018, havia 12 876 habitantes.